# Carroll Baker
Carroll Baker (ur. jako Karolina Piekarski 28 maja 1931 w Johnstown, w stanie Pensylwania) – amerykańska aktorka polskiego pochodzenia.

## Życiorys
Córka komiwojażera, w wieku 18 lat została Miss Florydy Warzyw i Owoców. Początkowo występowała jako tancerka i asystentka magika. Po incydentalnym małżeństwie zaczęła się pokazywać w reklamach telewizyjnych, zagrała małą rólkę w filmie Easy to Love (1953), występowała też na Broadwayu. Potem studiowała w Actors Studio u Lee Strasberga. Miała 3 mężów, Louie Rittera (ślub i rozwód w 1953 r.) reżysera Jacka Garfeina (1955–1969; mieli dwoje dzieci, w tym aktorkę Blanche Baker, ur. 1956 r.) i aktora Donalda Burtona (1972–2007).
Przełomem w jej karierze był rok 1956, kiedy to zagrała w dwóch znaczących filmach: Olbrzym i Laleczka. Za tę ostatnią rolę została nominowana do Oscara. Jej najbardziej znaną rolą jest postać Jean Harlow w biograficznym filmie Harlow (1965). Potem wyjechała z USA, występowała w filmach we Włoszech, Hiszpanii, Niemczech, Wielkiej Brytanii i Meksyku. W latach 80. wróciła do Ameryki.

## Filmografia
- Gra (The Game), 1997
- Gliniarz w przedszkolu (Kindergarten Cop), 1990
- Chwasty (Ironweed), 1987
- Star 80, 1983
- Opowieść wszech czasów (The Greatest Story Ever Told), 1965 jako Weronika
- Harlow, 1965
- Jesień Czejenów (Cheyenne Autumn), 1964
- Jak zdobywano Dziki Zachód (How the West Was Won), 1962
- Biały Kanion (The Big Country), 1958
- Laleczka (Baby Doll), 1956
- Olbrzym (Giant), 1956